# ホイト・ヒューイット
ホイト保安官（ホイトほあんかん、英語: Sheriff Hoyt）は、映画『テキサス・チェーンソー』『テキサス・チェーンソー ビギニング』に登場する架空の人物。本名はチャーリー・ヒューイット（英語: Charlton "Charlie" Hewitt）。
演じた俳優はR・リー・アーメイ。吹き替えは大塚周夫が担当。

## 人物設定
テキサス州の偽保安官。理不尽な理由で被害者を拘束し、自宅に連れ込んだ後、レザーフェイスことトーマス・ブラウン・ヒューイットに殺害・解剖させる。家族はその人肉を食卓に並べるという異常としか言いようの無い行動に出ている。
元軍人で朝鮮戦争で敵の捕虜となり、週に一回、弱っていった仲間の肉を食べた過去を持つ。
テキサス・チェーンソーシリーズの新キャラクターではあるが、オリジナルのドレイトンポジションだと思われる。なお、オリジナルの2作目に同じ鬼畜保安官レフティが登場している。
食事前には必ず祈りを捧げる（ただし簡単な祈りにすることもある）。
また、罪に対する罪悪感は無に等しく、当たり前のように人を撃ったり、祖父モンティの足をレザーフェイスに切断させても平然としている。
劇中での個性やR・リー・アーメイの演技力があってか、レザーフェイスと同等あるいはそれ以上の存在感を誇る。
| スタブアイコン | サブスタブ | この項目は、まだ閲覧者の調べものの参照としては役立たない、映画に関連した書きかけの項目です。この項目を加筆・訂正などしてくださる協力者を求めています（P:映画/PJ:映画）。 |